# Mapo Tofu

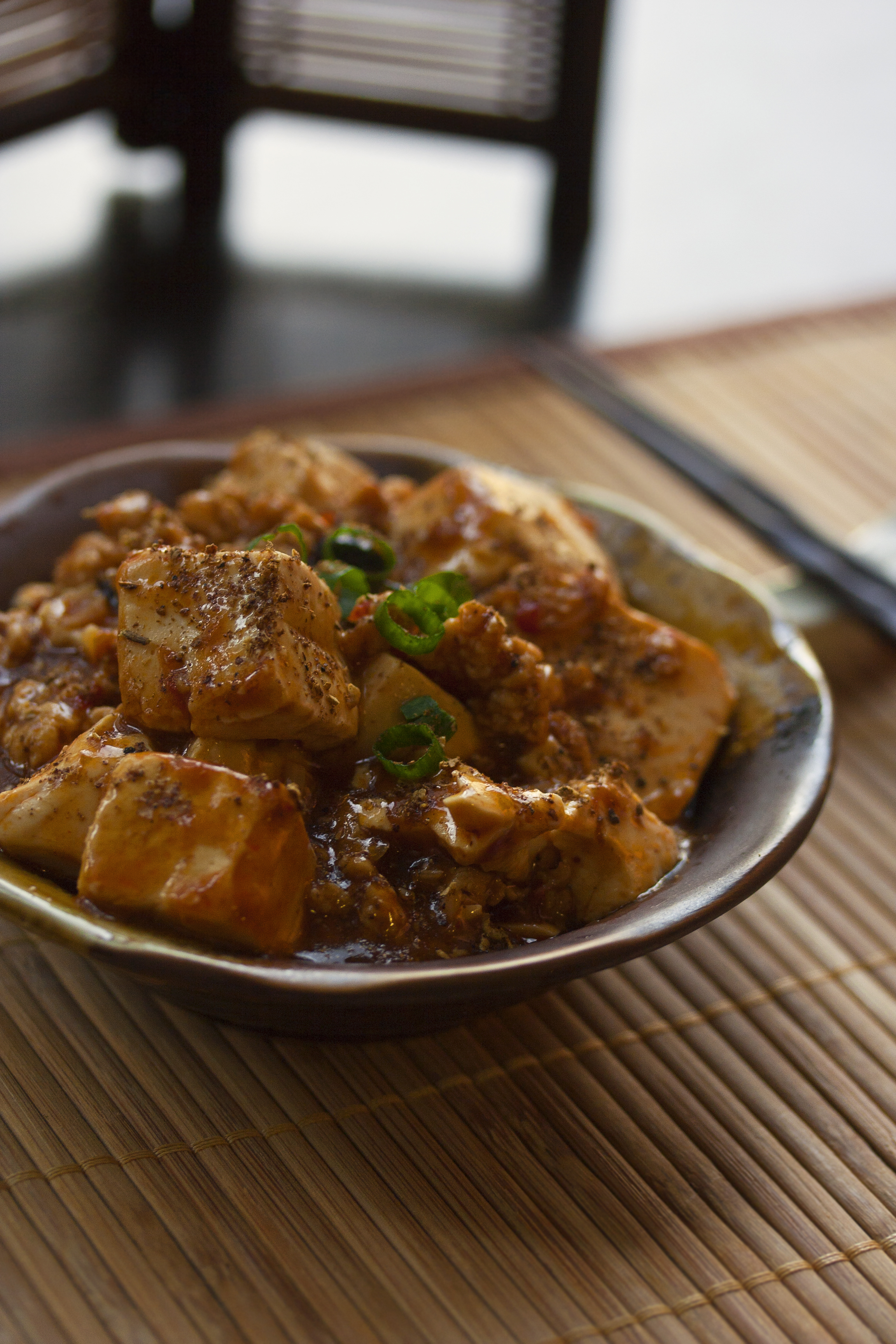
Mapo Doufu nach Sichuan-Art

Mapo Tofu, auch Mapo Doufu (chinesisch 麻婆豆腐, Pinyin Mápó Dòufǔ, W.-G. Mapo-Tofu) ist ein Gericht aus der chinesischen Küche der Sichuan-Region. Die Hauptzutaten sind Hackfleisch und Tofu, gewürzt wird unter anderem mit fermentierten Bohnen, fermentierter Bohnenpaste und Szechuanpfeffer.
2018 wurde es bei der Wahl der bekanntesten Gerichten der Regionalküchen Chinas von der China Cuisine Association (CCA, 中国烹饪协会) in die Top-10-Liste der Sichuan-Küche aufgenommen.
Eine vegetarische Variante des Gerichts ohne Gehacktes wird häufig als Mala Tofu (麻辣豆腐,  Málà Dòufǔ – „feurig scharfer Tofu“) bezeichnet.

## Etymologie
Mapo (麻婆,  mápó, kurz für 麻子婆婆,  mázi pópo) bedeutet im Chinesischen „pockennarbige alte Frau“. Der Name Mapo Tofu soll „Tofu nach Art der pockennarbigen alten Frau“ bedeuten. Der Überlieferung nach erfand 1874 eine pockennarbige Frau Chen (陈麻婆) in Chengdu, in der Provinzhauptstadt von Sichuan, das Rezept. Sie war die Frau von Chen Chunfu (陈春富), Inhaber und Koch eines kleinen Restaurants namens Chen-Xingsheng-Gasthaus (陈兴盛饭铺). Daher wurde dieses Gericht zuerst unter dem Namen Chen Mapo Tofu (陈麻婆豆腐) bekannt. Während das Gericht bis nach 1900 heute zentrale Bestandteile vermissen ließ, finden sich erste schriftlich festgehaltene Belege des Rezeptes um 1958.
In Japan ist Mapo Tofu unter dem Namen Mābōdōfu (jap. マーボー豆腐 alias マーボードーフ alias 麻婆豆腐, selten マーボーどうふ) zu einem populären Gericht der japanischen Küche avanciert.

## Zutaten
Das Gericht wird heute in vielen Ländern Asiens in zahlreichen Variationen zubereitet. Die Hauptzutaten sind Hackfleisch (im Originalrezept Hackfleisch vom Rind) und Tofu, wobei die originale Sauce ursprünglich mit Douchi (豆豉 – „fermentierte schwarze Bohnen“), Doubanjiang (豆瓣酱 – „fermentierte Bohnenpaste“), Sojasoße und Szechuanpfeffer (花椒,  huājiāo) sehr scharf, in anderen Regionen dagegen etwas milder zubereitet wurde. Häufig wird sie mit Stärke eingedickt. Je nach Region haben weitere Zutaten wie beispielsweise Frühlingszwiebeln, rote Peperoni oder Spanischer Pfeffer, Knoblauch und Sesamöl Eingang gefunden.
Da das verwendete Hackfleisch neben den Bohnen einen der zentralen Geschmacksträger des Gerichts darstellt, erfolgt bei vegetarischen und veganen Abwandlung des Gerichts oft ein Ersatz des Hackfleischs anstelle des Weglassens. Neben vegetarischem Hack sind dies etwa verarbeitete Edamame oder Shiitake-Pilze.

## Trivia
Zahlreiche Quellen deuten auf die Verwurzelung des Gerichts in der chinesischen Küche einfacher Bevölkerung und Landarbeitern sowie dessen Zubereitung in Garküchen aus den von Gästen mitgebrachten Zutaten hin, was als einer der historischen Gründe für die Vielfalt des Gerichts erachtet wird.
Zur Zeit der Kulturrevolution (1966–1976) wurde der Namen des Gerichts zum Politikum. Aufgrund der Bewegung zur Zerstörung der Vier Alten (Werte) (破四旧) wurde der Name dieses bekannten Gerichts Mapo doufu (麻婆豆腐 – „Tofu nach Mapo-Art“) kurzerhand in Mala doufu (麻辣豆腐 – „feurig scharfes Tofu“) geändert, um sich der gefährlichen politischen Situation unterzuordnen.